# Leif Lahn Jensen
Leif Lahn Jensen (nascido em 29 de junho de 1967, em Grenaa) é um político dinamarquês, membro do Folketing pelo partido dos sociais-democratas. Ele foi eleito para o parlamento nas eleições legislativas dinamarquesas de 2007.

## Carreira política
Jensen foi membro do conselho municipal do município de Grenaa de 2002 a 2006. Em 2007, o município foi fundido com os municípios de Nørre Djurs, Rougsø e parte de Sønderhald para formar o município de Norddjurs. Jensen esteve neste conselho municipal de 2006 a 2007.
Jensen foi eleito para o parlamento nas eleições de 2007 e reeleito nas eleições de 2011, 2015 e 2019 pelos sociais-democratas.